# Rudnik (Gornji Milanovac)
Rudnik (em cirílico: Рудник) é uma vila da Sérvia localizada no município de Gornji Milanovac, pertencente ao distrito de Moravica, na região de Šumadija. A sua população era de 1440 habitantes segundo o censo de 2011.

## Demografia
| 1948 | 1953 | 1961 | 1971 | 1981 | 1991 | 2002 | 2011 |
| ---- | ---- | ---- | ---- | ---- | ---- | ---- | ---- |
| 1314 | 1535 | 1869 | 1854 | 1983 | 1811 | 1706 | 1440 |